# Tigrioides
Tigrioides este un gen de insecte lepidoptere din familia Arctiidae.

## Specii[1]
- Tigrioides alterna
- Tigrioides argillacea
- Tigrioides aurantiaca
- Tigrioides aureolata
- Tigrioides bicolor
- Tigrioides brevipennis
- Tigrioides chinostola
- Tigrioides dimidiata
- Tigrioides euchana
- Tigrioides euschia
- Tigrioides fulveola
- Tigrioides grisescens
- Tigrioides histrionica
- Tigrioides immaculata
- Tigrioides kobashayii
- Tigrioides laniata
- Tigrioides leucanioides
- Tigrioides limayca
- Tigrioides luzonensis
- Tigrioides minima
- Tigrioides nitens
- Tigrioides pallens
- Tigrioides pallidicosta
- Tigrioides pericapna
- Tigrioides phaeola
- Tigrioides pulverulenta
- Tigrioides puncticollis
- Tigrioides pyralina
- Tigrioides remota
- Tigrioides sabulosalis
- Tigrioides soror
- Tigrioides suffusus
- Tigrioides tetrasema
- Tigrioides transversa
- Tigrioides unicolor